# 16 août 1943
Le lundi 16 août 1943 est le 228e jour de l'année 1943 du calendrier grégorien.

## Événements

### Événements liés à la Seconde Guerre mondiale
- Le soulèvement du ghetto de Białystok éclate dans la nuit du 15 au 16.
- Opération Starkey : l'aviation alliée frappe l'aéroport du Bourget et détruit presque entièrement Dugny et le nord du Bourget.
- Occupation de la Grèce : la 1re division de montagne allemande massacre 317 civils dans le village de Komméno.
- Occupation japonaise de Nauru : 1 200 militaires japonais arrivent sur l'île, tandis que 601 Nauruans sont déportés aux îles Truk.

### Autres événements
- Phil Terranova devient champions du monde poids plumes de boxe anglaise en battant Jackie Callura.

## Naissances
- Sharon Baird, actrice américaine
- Henning von Boehmer, écrivain allemand
- Roberto Colaninno, industriel italien
- Charlotte L'Écuyer, femme politique québécoise
- Richard Leigh, écrivain américain
- Daniel Paul, homme politique français
- Staffan Skott (sv), journaliste suédois

## Décès
- Gunnar Eilifsen, policier norvégien (45 ans)
- Jean de Selys Longchamps, militaire belge (31 ans)